# Kościół św. Marii Magdaleny w Radomsku
]
Kościół Świętej Marii Magdaleny w Radomsku – murowano-drewniany kościół parafialny w mieście Radomsko, w województwie łódzkim. Mieści się przy ulicy Krakowskiej.

## Historia

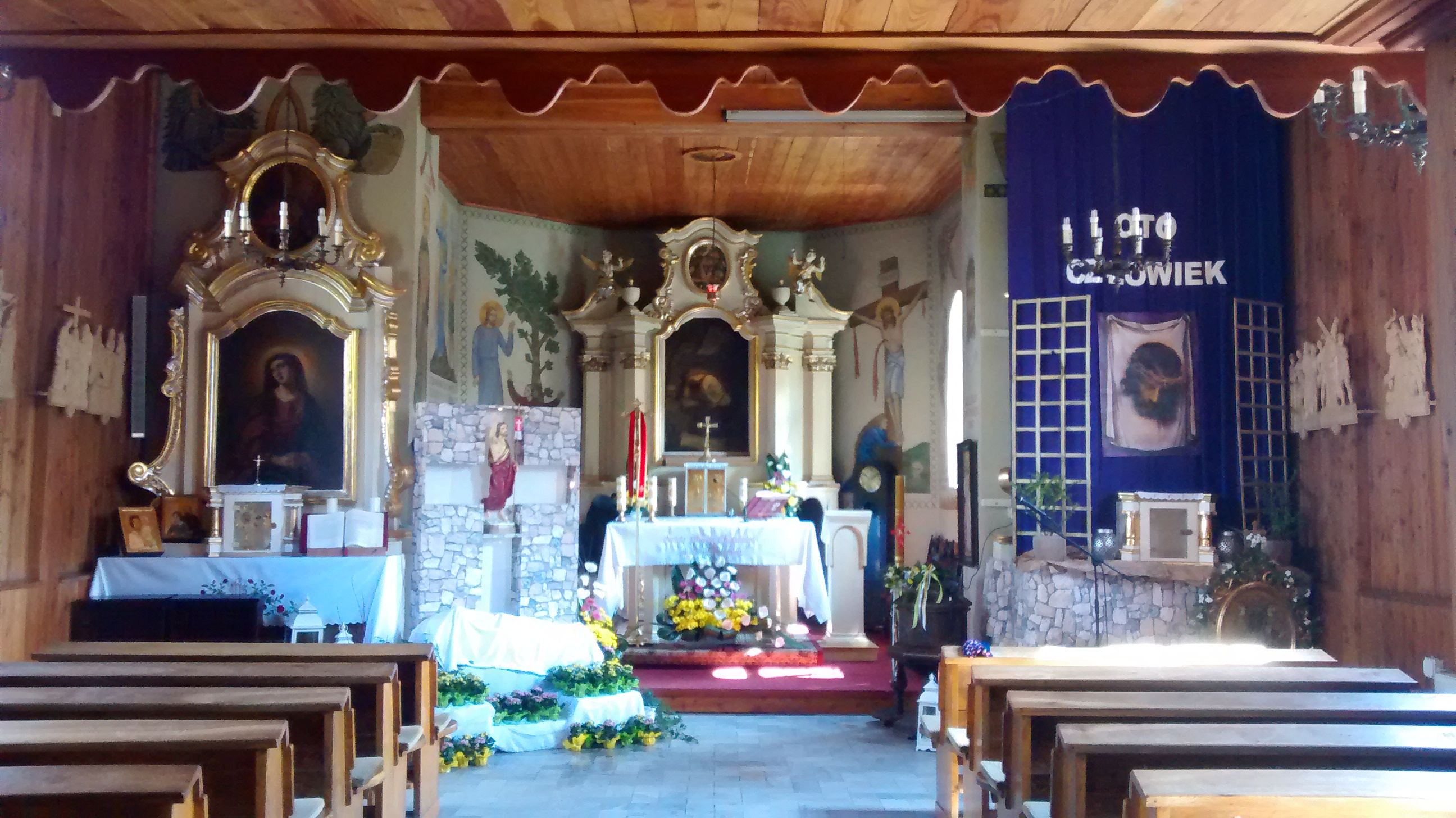
Ołtarz w kościele św. Marii Magdaleny

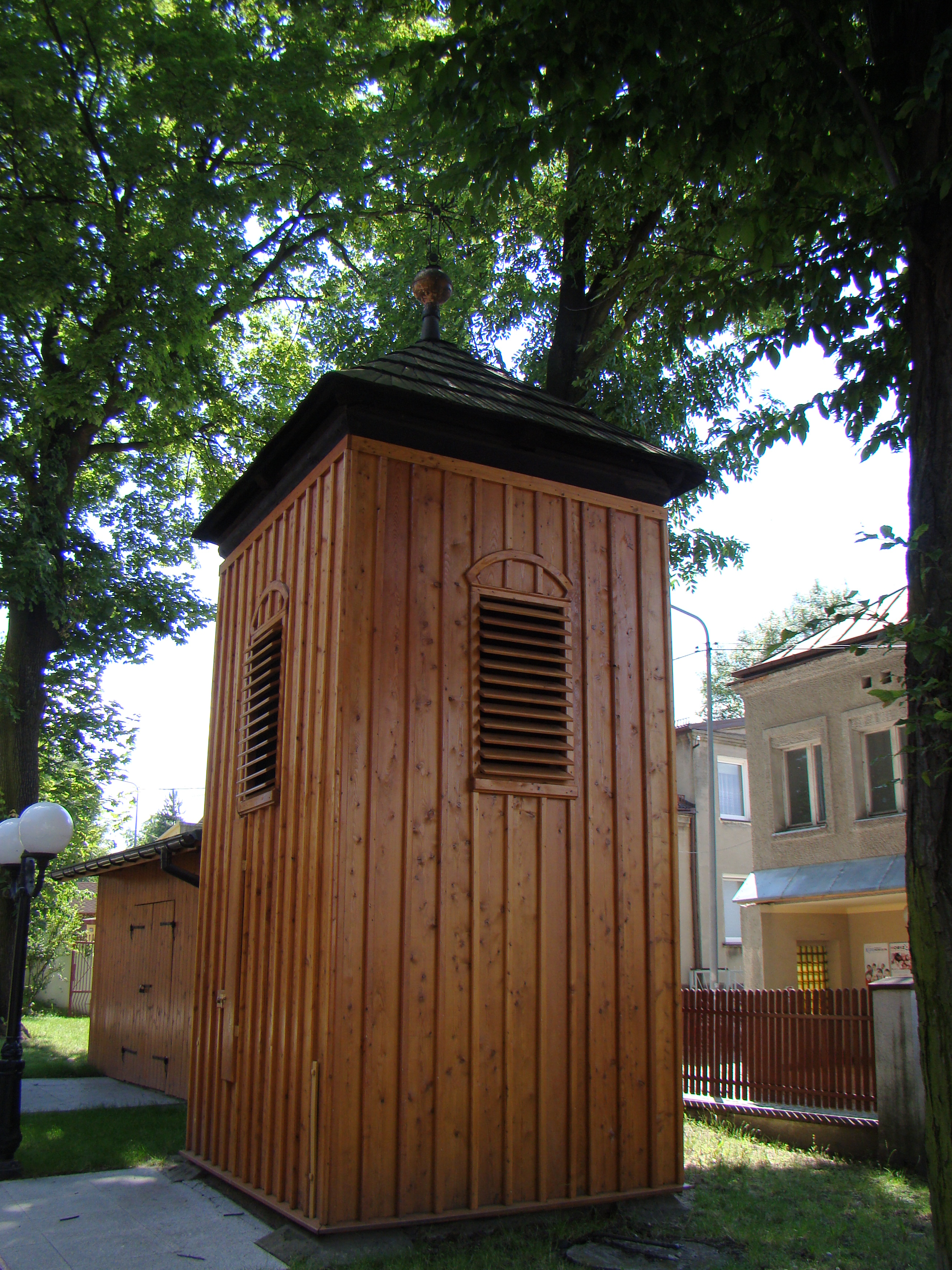
Dzwonnica

Świątynia została wybudowana w 1789. Wzniesiona dzięki funduszom Ignacego Kozierowskiego. Murowane prezbiterium zostało wybudowane w XVI wieku. W okresie wojen napoleońskich został zamieniony na magazyn. Przywrócony po remoncie do funkcji sakralnych w 1857 roku przez księdza Wincentego Gajewskiego. Poddany remontowi w 1939 i w latach 1959 – 1960 i 1990 – 1999.

## Budowa i wyposażenie
Jest to drewniana świątynia, konstrukcji zrębowej. Orientowana. Murowane prezbiterium jest mniejsze od nawy, zamknięte trójkątnie z posiada boczną zakrystię. Kruchta znajduje się z przodu nawy. Dach ma jedną kalenicę, jest pokryty gontem i posiada wieżyczkę na sygnaturkę. Jest ona zakończona blaszanym hełmem baniastym, posiadającym latarnię. Płaski strop jest wspólny dla nawy i prezbiterium. Zachowały się dwa krucyfiksy z XVIII i połowy XIX stulecia. 